# Fukuhara Gogaku

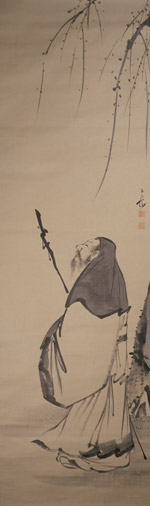
Tao Yuanming

Fukuhara Gogaku (japanisch 福原 五岳, Vorname eigentlich Genso (玄素, später 元素), weiterer Künstlername: Gyokuhō (玉峯); geb. 1730 in Onomichi (Präfektur Hiroshima); gest. 17. November 1799) war ein japanischer Maler der Nanga-Richtung  während der mittleren Edo-Zeit.

## Leben und Werk
Fukuhara Gogaku wurde in Onomichi in der damaligen Provinz Bizen geboren. Er sprach dem Alkohol zu, genoss es, mit Freunden zu trinken und elegante Verse zu dichten, wobei er besonders liebte,  „六言“ (Rokugon, chinesisch „Liuyan“) zu verfassen, Verse, die aus sechs Zeichen pro Zeile bestanden. In der Malerei war er ein Schüler Ike no Taigas.
In dem „画帖要約“ (Gajō yōyaku), einem Werk, das Biografien vieler bekannter Künstler aufführt, ist zu lesen, dass „Gogaku unter Ike no Taiga Landschaftsmalerei studierte. Er benutzte dickflüssige schwarze Tusche weitgehend und frei, er war auch gut in der Figurenmalerei. Niemand übertraf ihn seit Sakaki Hyakusen, und so ist es nur richtig, dass er zu seiner Zeit berühmt war.“ 
In seinen späteren Jahren lebte Fukuhara in Osaka, wo der weiter im Taiga-Stil malte. Zu seinen bekannten Arbeiten gehört ein Porträt von Taiga im Alter und das „厳島神社絵馬関羽像“  (Itsukushima jinja ema Kan’u zō, Guan Yu auf einem Bittbild im Itsukushima-Schrein).

## Bilder

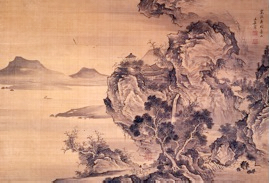
Landschaft
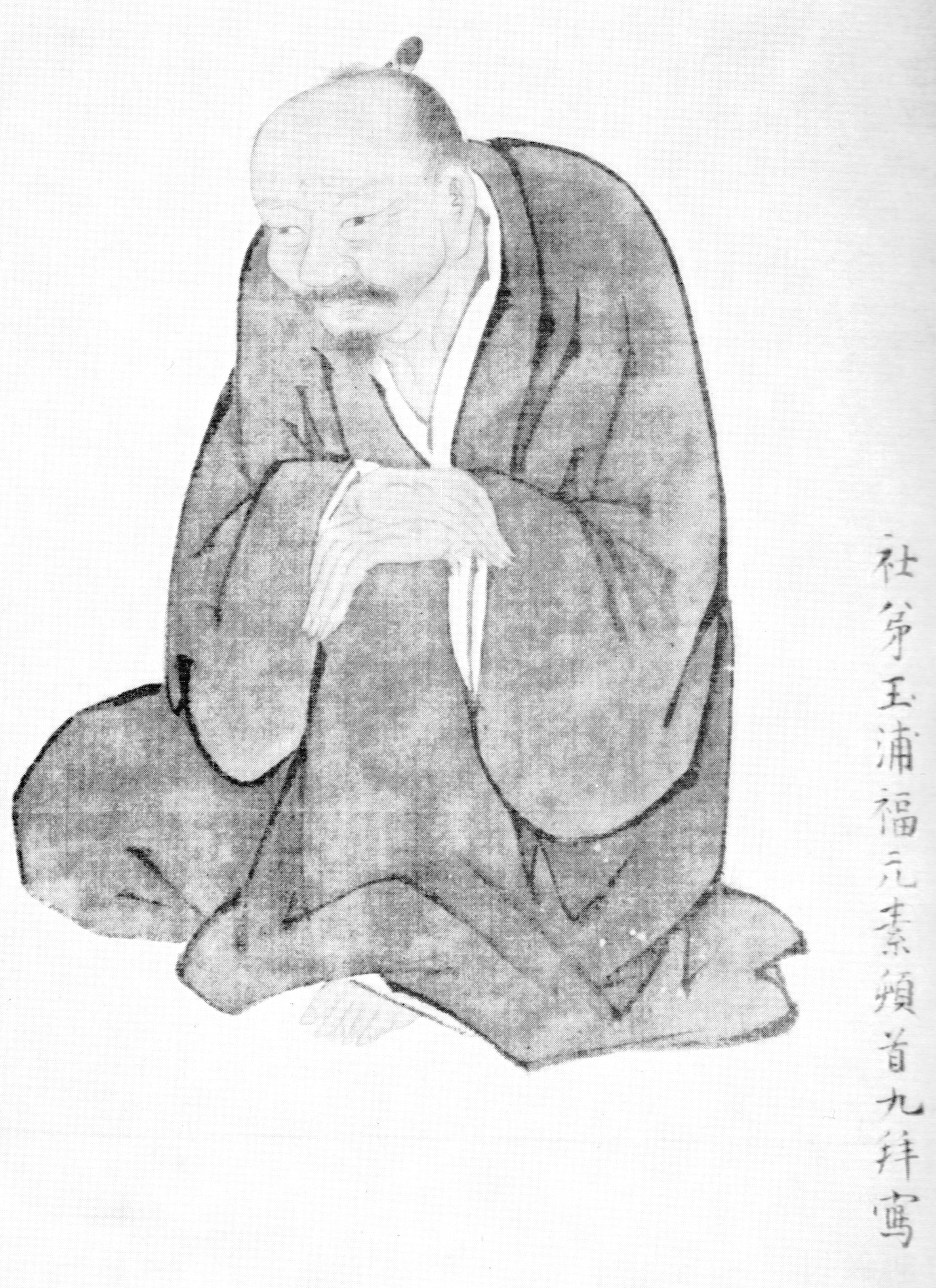
Ike no Taiga
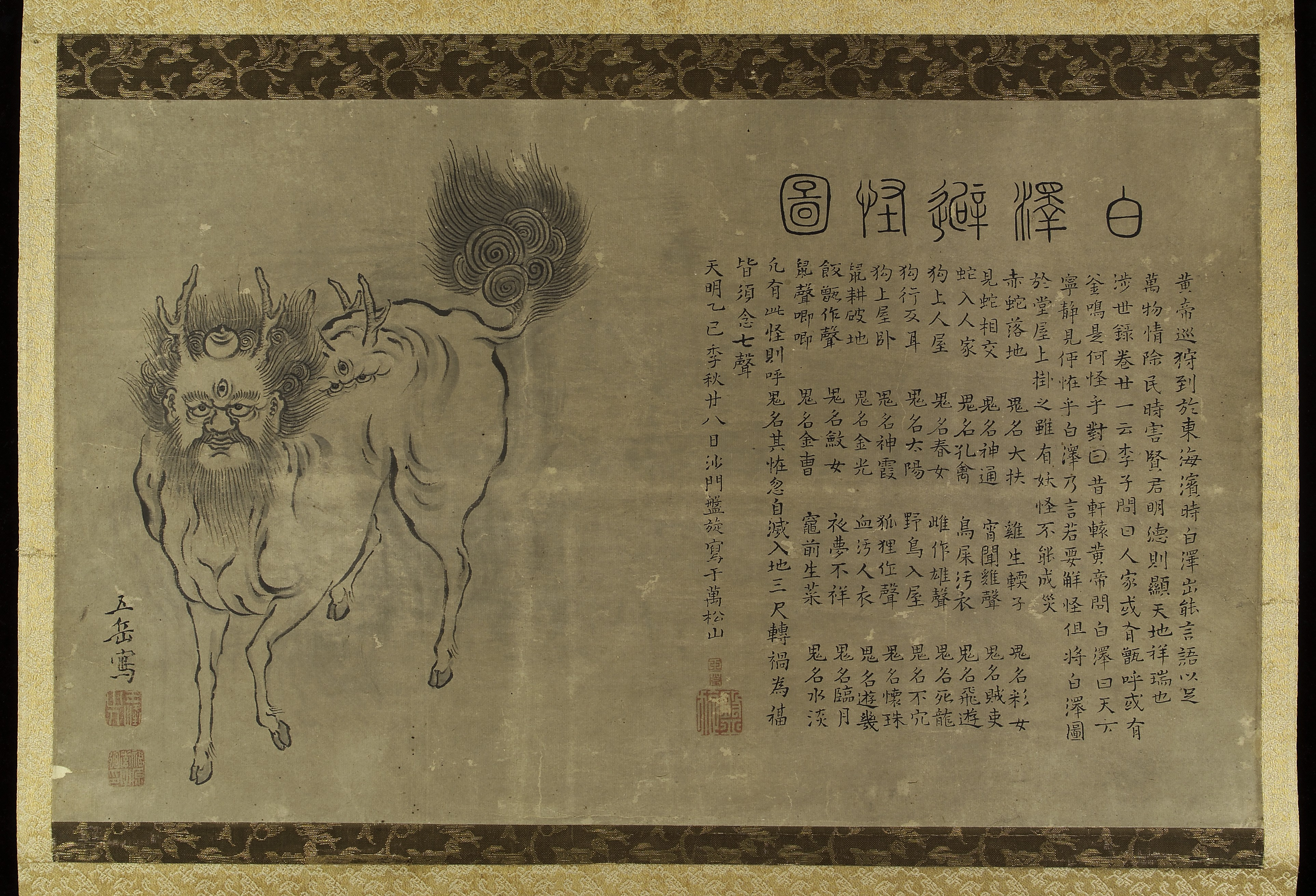
Gott Hakutaka
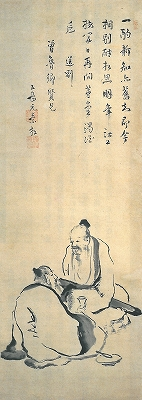

- [2]
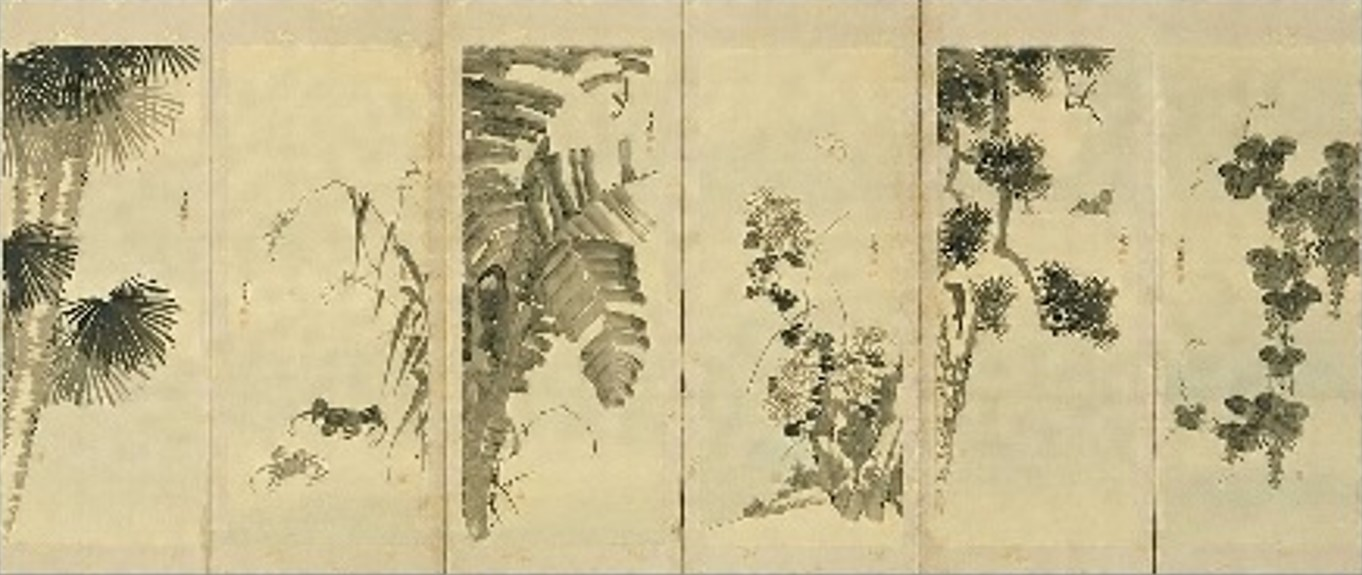
Stellschirm „Gräser und Blumen“
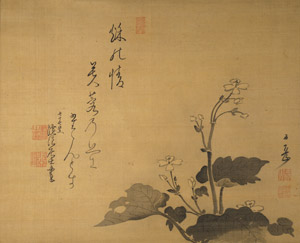
Herbst

1. ↑  Im Besitz des Onomichi City Museum of Art.
2. ↑  Abschied von Sonehara Rokei.
3. ↑  Im Besitz des Hiroshima Kunstmuseums.